# Siyah Beyaz Aşk
Siyah Beyaz Aşk est une série télévisée turque en 32 épisodes de 120 minutes diffusée du 16 octobre 2017 au 28 mai 2018 sur la chaîne Kanal D.

## Synopsis
Ferhat est un tueur à gages qui travaille pour son oncle. Aslı est un jeune médecin idéaliste. Un jour, avec ses chemins croisés de la manière la plus inattendue, Aslı est forcé d'opérer un homme que Ferhat avait abattu. À la suite de l'opération, elle se retrouve face à un dilemme, mourir ou épouser Ferhat.

## Distribution
- İbrahim Çelikkol : Ferhat Aslan
- Birce Akalay (tr) : Aslı Çınar Aslan
- Muhammet Uzuner : Namık Emirhan
- Arzu Gamze Kılınç (tr) : Yeter Aslan
- Ece Dizdar (tr) : İdil Yaman Emirhan
- Deniz Celiloğlu (tr) : Yiğit Aslan
- Cahit Gök (tr) : Cüneyt Koçak
- Uğur Aslan (tr) : Cem Çınar
- Sinem Ünsal (tr) : Gülsüm Aslan Adaklı
- Özlem Zeynep Dinsel : Vildan Koçak
- Timur Ölkebaş (tr) : Abidin Adaklı
- Fatih Topçuoğlu : Dilsiz
- Ceylan Odman : Deniz
- Nihan Aşıcı : Yaprak
- Burcu Cavrar : Hülya
- Kadriye Kenter (tr) : Handan Adaklı